# México (bang)
Bang México (tiếng Tây Ban Nha: Estado de México) là một bang nằm ở trung tâm của đất nước México. Thủ phủ của bang là Toluca. Lãnh thổ của bang xưa kia từng hình thành nên Đế chế Aztec, và là một đơn vị hành chính của Phó vương quốc Tân Tây Ban Nha thời kỳ thuộc địa. Sau khi độc lập, nhiều phần của bang được tách ra để lập nên các bang Hidalgo, Guerrero và Morelos. Sau khi Thành phố México được chọn làm thủ đô của đất nước, thành phố này được tách khỏi bang. Từ đó bang có hình dạng như ngày nay, gồm Thung lũng Toluca ở phía tây của Thành phố México và một dải đất trải dài xung quanh phía bắc và đông của thủ đô.
Tên chính thức của bang được gọi đơn giản là "México" theo hiến pháp liên bang México, nhưng để phân biệt với thành phố thủ đô và đất nước, bang thường được gọi là "Estado de México" (Bang México). Thành phố México không thuộc Bang México.

## Lịch sử

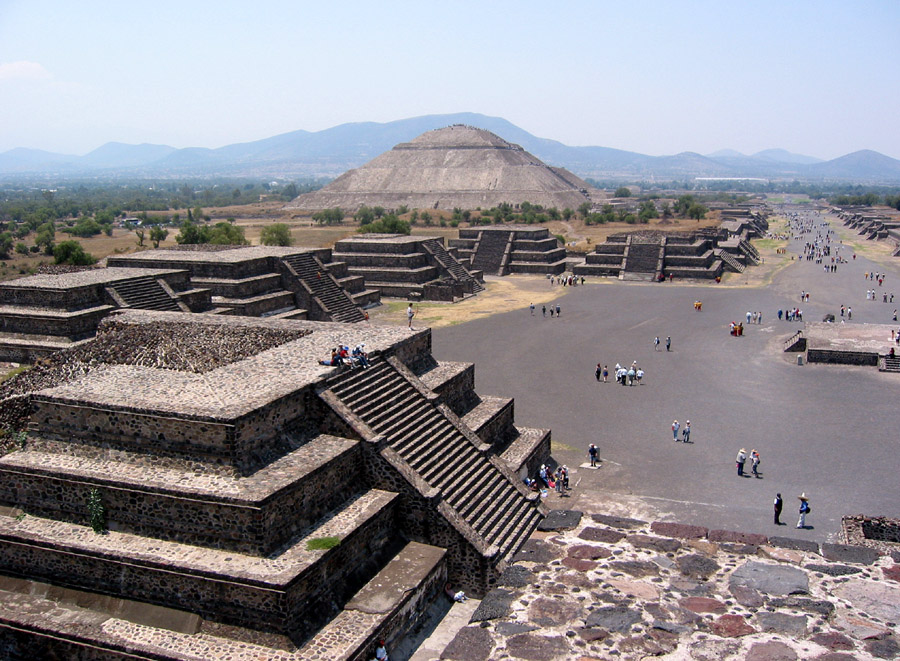
Kim tự tháp Teotihuacan

Sau khi México tuyên bố độc lập, Bang México cũng được ra đời cùng với Hiến pháp năm 1824, quốc hội của bang họp lần đầu tiên vào tháng 3 cùng năm. Tại Thành phố México. Bang này bao gồm các lãnh thổ rộng lớn của Đế chế Aztec. Người đứng đầu bang đầu tiên là Melchor Múzquiz. Lãnh thổ rộng lớn của bang khi đó được phân chí thành tám khu: Acapulco, Cuernavaca, Huejutla, México, Taxco, Toluca, Tula và Tulancingo. Thành phố México là thủ phủ của bang. Tuy nhiên không lâu sau, chính quyền liên bang đã chọn Thành phố México là thủ đô cho quốc gia mới. Theo nguyên tắc chỉ đạo trong Hiến pháp 1824, thủ đô là đất riêng của liên bang, với chính quyền liên bang đóng vai trò quản trị. Quá trình lựa chọn bắt đầu chính thức vào ngày 18/11/1824 và Quốc hội đã phác họa khu vực khoảng 2 dặm Anh (khoảng 46 km²) ở trung tâm của Zocalo. Khu vực này sau đó bị tách khỏi Bang México. Khu vực này chưa bao gồm các trung tâm dân cư của các thị trấn Coyoacán, Xochimilco, Mexicaltzingo và Tlalpan, tất cả vẫn thuộc về Bang México. Thủ phủ của bang được chuyển đến Toluca.
Năm 1852, bang bị cắt một phần đánh kể lãnh thổ để thành lập bang mới Guerrero, được tái cấu trúc từ các đô thị tự trị ở đây. Năm 1869, các khu vực đông bắc và nam của Thành phố México được chuyển theo thứ tự sang các bang Hidalgo và Morelos. Bang ban hành Hiến pháp mới năm 1869, chính thức hóa bang bao gồm các khu Chalco, Cuautitlan, Ixtlahuaca, Jilotepec, Lerma, Otumba, Sultepec, Temascaltepec, Tenango del Valle, Tenancingo và Texcoco. Từ đó đến nay lãnh thổ bang được giữ nguyên
Vùng Đô thị Thành phố México bắt đầu mở rộng từ năm 1940 với việc thiết lập vùng công nghiệp Naucalpan. Dân số của vùng đô thị tăng lên cùng với sự phát triển công thương nghiệp cho đến nay. Consejo del Area Metropolitana được thành lập năm 1988 để phối hợp quản lý Đại đô thị Thành phố México tại cả Đặc khu Liên bang và Bang México
Từ năm 1824 đến 1941, bang không có con dấu riêng. Thống đốc Wenceslao Labra đã đề xuất một con dấu vào năm 1940 và nó đã được công nhận vài năm sau. Con dấu của bang do Pastor Velázquez cùng với khẩu hiệu "Patria, Libertad, Trabajo y Cultura" (Tổ quốc, Tự do, Hành động và Văn hóa).
Trong giai đoạn còn lại của thế kỷ 20, công việc làm thay đổi dòng chảy của sông Lerma và các địa điểm khác tới hướng thành phố México đã được tiến hành. Nhiều tuyến đường quốc lộ kết nối bang với Thành phố México và phần còn lịa của đất nước cũng được xây dựng.

## Địa lý

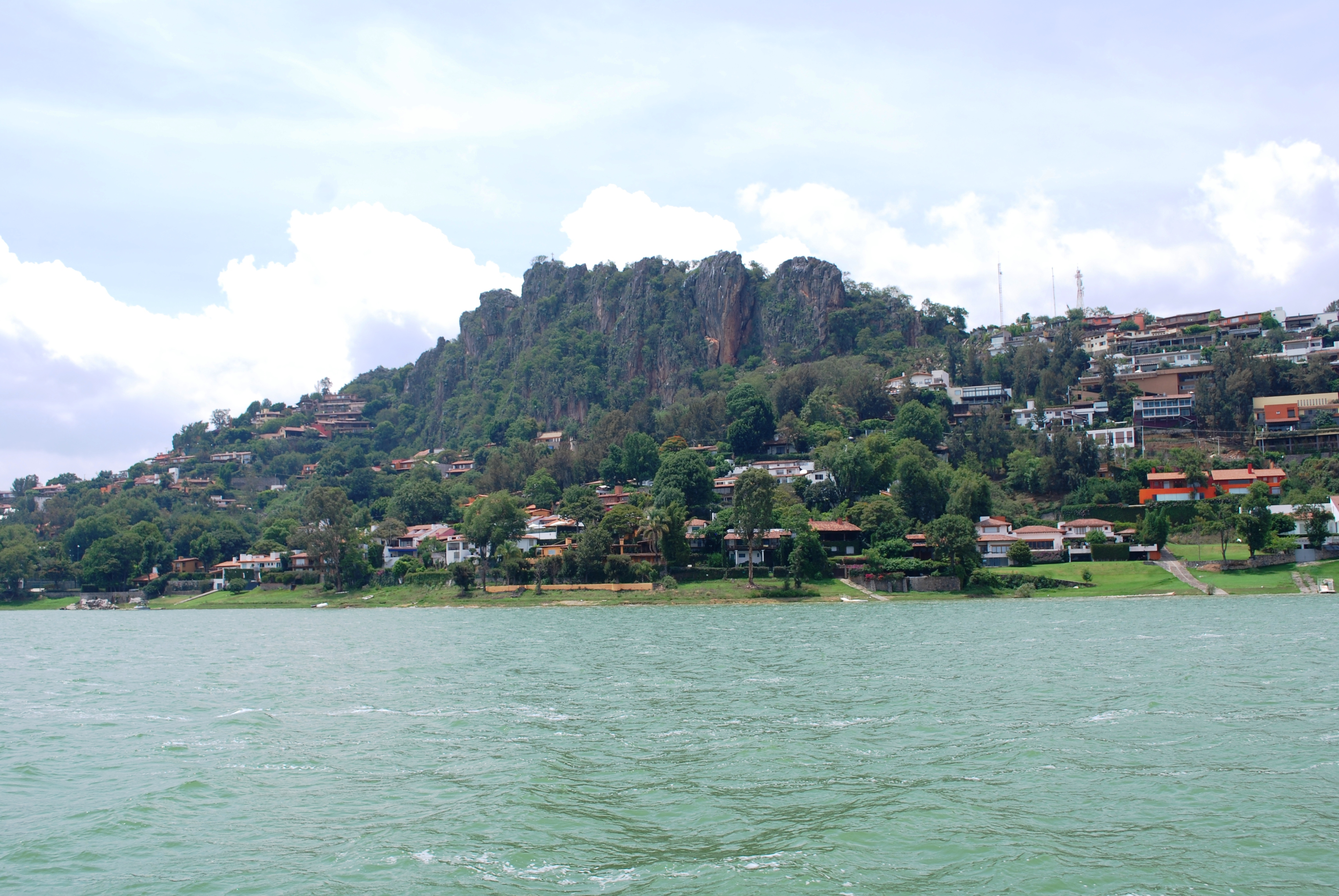
Hồ Avandaro và Peña Principe tại Thung lũng Bravo

Bang nằm ở vị trí trung tâm của đất nước, gồm hầu hết phần phái đông của Núi bằng Anahuác. Hầu hết bang nằm trên Thung lũng Toluca, với phần dải đất phía đông hầu hết thuộc về Thung lũng Chalco. Bang có diện tích 22.499,95 km² và giáp với các bang Querétaro, Hidalgo, Guerrero, Morelos, Puebla, Tlaxcala và Michoacán. Bang bao quanh Thành phố México tới ¾ mặt (tây, bắc và đông)
Bang được chia thành 5 vùng tự nhiên: Các Núi lửa ở Thung lũng México, đồi núi và bồn địa phía bắc bang, các ngọn núi phía tây, Vệt lõm Balsas và đồi núi và thung lũng ở phía đông nam.
Địa lý tự nhiên của bang khá đa dạng. Phần phía đông chủ yếu là Sierra Nevada (Sierra nghĩa là dãy núi dài, có sườn dốc), tạo thành ranh giới tự nhiên với bang Puebla lân cận. Trong dãy núi này có các ngọn núi lửa Popocatépetl và Iztaccíhuatl. Sierra de Monte Alto và Sierra de Monte Bajo tạo thành ranh giới phái tây Thành phố México với bang và gồm các đỉnh Cerro de la Bufa và Monte de las Cruces. Sierra de Xinantécatl nằm ở phía nam của Thung lũng Toluca. Ở đỉnh phía bắc của dãy núi này là Núi lửa Nevado de Toluca. Ơr tây nam bang là Sierra de San Andrés Timilpan. Hầu hết đá sỏi và đất trồng được hình thành từ các hoạt động của núi lửa trước kia.
Có ba lưu vực sông trong bang: Lerma, Balsas và Pánuco. Quan trọng nhất là Sông Lerma, bắt đầu từ Almoloyá del Rio và chảy qua nhiều đô thị tự trị của bang. Phần phía tây nam của bang chủ yếu là lưu vực sông Balsas. Phần dải đất phía đông của bang chủ yếu là lưu vực sông Pánuco.
Khoảng 70% lãnh thổ bang có khí hậu ẩm ướt, gồm có các cao nguyên thuộc Thung lũng Toluca và các khu vực quanh Texcoco ở phía bắc. Nhiệt độ trung bình quanh năm ở giữa 12˚C và 18˚C với lượng mưa trung bình trên 700 milimét. Các khu vực cao hơn, khoảng 13% diện tích bang ở phía trung tâm và đông có khí hậu nửa lạnh với nhiệt độ trung bình dưới 16˚C. Khí hậu nóng hơn tại các vùng thấp ở phía tây nam với nhiệt độ trung bình giữa 18˚C và 20˚C chiếm 8% diện tích lãnh thổ.

## Hành chính

Phân chia các đô thị tự trị

Bang được chia thánh 125 đô thị tự trị, được phân thành 8 nhóm: Vùng I Toluca, Vùng II Zumpango, Vùng III Texcoco, Vùng IV Tejupilco, Vùng V Atlacomulco, Vùng VI Coatepec Harinas, Vùng VII Valle de Bravo và Vùng VIII Jilotepec. Có hai khu vực Vùng đô thị; thứ nhất là Đại đô thị Thành phố México với 27 đô thị tự trị và 6 đô thị tự trị gia nhập Vùng đô thị Thành phố Toluca.

## Nhân khẩu
Bang México chiếm 13% dân số toàn quốc và;à một trong những bang có mật độ dân số cao nhất với 656 người/km². Hầu hết tăng trưởng dân số đến từ việc mở rộng Đại đô thị Thành phố México ra ngoài ranh giới của Đặc khu Liên bang và đầu tiên là tiến đến lãnh thổ của bang, đặc biệt là từ năm 1970. 85% dân cư sống ở khu vực đô thị và 39% sinh ra tại những nơi khác của México.
Năm dân tộc bản địa sinh sống trong bang: Mazahua, Otomi, Nuhuas, Matlazincas, Ocuitecos/Tlahuicas. Ngoài ra cũng có các cộng đồng người Mixtecs, Zapotecs, Totonaca, Mazateca, Mixe, P’urépecha và Maya. Theo thốngkê năm 2005, bang có 312.319 người sử dụng ngôn ngữ bản địa, khoảng 3%. 2/3 số người sử dụng các ngông ngữ bản địa cũng có thể nói tiếng Tây Nam Nha.

## Giáo dục
Bang México có trên 3 triệu học sinh với khoảng 15000 trường học từ cấp mẫu giáo cho đến trung học. Đây là hệ thống giáo dục lớn thứ hai cả nước chỉ sau Thành phố México. Tuy nhiên, vào cuối những năm 1990, bang vẫn có trên nửa triệu người trên 15 tuổi mù chữ.
Đại học Bang là Universidad Autónoma del Estado de Mexico (Đại học Tự trị Bang México) với 48 chuyên ngành. Các cơ sở giáo dục đại học của bang thu hút trên 100.000 sinh viên. Các trường đại học quan trọng khác gồm Universidad Autónoma de Chapingo, nằm ở Texcoco, Universidad Technológica del Sur del Estado de Mexico (Đại học Công nghệ Nam Bang México), ITESM.

## Giao thông

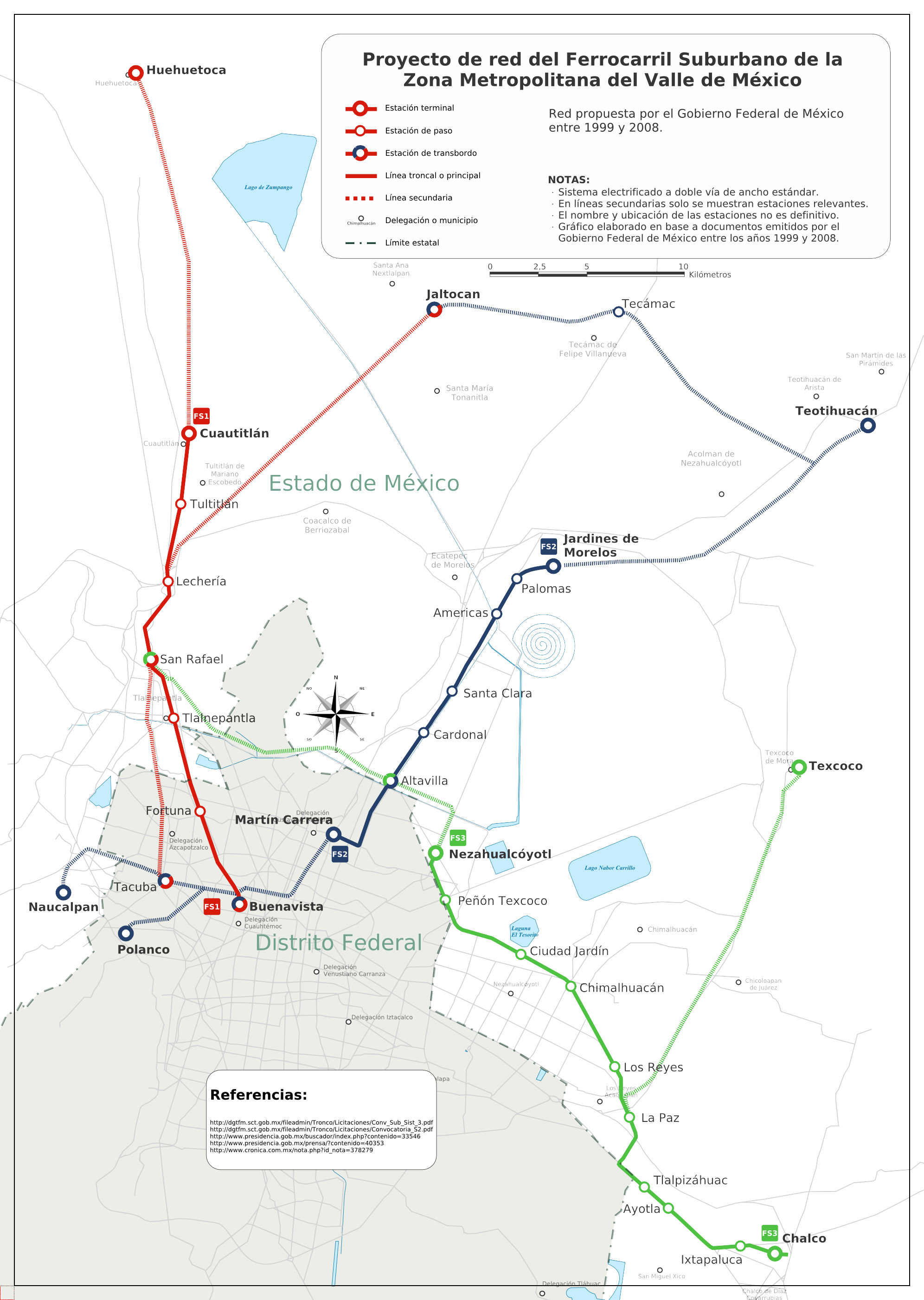
Bản đồ Tren Suburbano

Bang México có 9.723 km xa lộ, trong đó 90% là cấp bang và 10% cấp liên bnag. Bang có 1227,4 km đường ray tàu hỏa và hai sân bay "Lic. Adolfo López Mateos" ở Toluca và "Dr. Jorge Jiménez Cantú" ở Atizapán de Zaragoza. Trực thăng có thể cất cánh ở Chimalhuacán và Jocotitlán.
Ferrocarriles Suburbanos là một tuyến đường tàu nhẹ kết nối khu trung tâm thương mại của Thành phố México với các đô thị phía bắc của Bang México. Dịch vụ bắt đầu hoạt động năm 2008 với tuyến Buenavista Lechería. Tuyến Buenavista-Cuauhtitilan khai trương năm 2009, đưa tổng chiều dài đường sát thêm 27 km để phục vụ các đô thị như Tultitlán, San Rafael, Tlanepantla

## Truyền thông
Bang có 23 đài phát thanh, 29 đài truyền hình. Bang bảo trợ cho hai đài được gọi là "Radio Mẽiquense" và "Televisión Mexiquense".

## Kinh tế
Bang México đóng góp 9,7% trong Tổng sản phẩm quốc gia (GNP), với 12% lực lượng lao động của Mé xico sinh sống tại bang này. Lĩnh vực quan trọng nhất của nền kinh tế bang là công nghiệp và chế tạo, với trên 10% diện tích bang đã được đô thị hóa. Bang Mé xico xếp thứ hai cả nước về sản lượng công nghiệp. Các nhành công nghiệp quan trọng nhất gồm: hóa chất, chế biền thực phẩm, dệt, giấy, xây dựng và bảo trì các loại phương tiện. Các ngành này chiếm 27% lực lượng lao động toàn bang.
Ngành thương mại chiếm 21,5% lực lượng lao động. Một khâu quan trọng trong nhành này là ngành công nghiệp nhà háng và khách sạn. Bên ngoài các khu vực đại đô thị, du lịch là một phần quan trọng trong nền kinh tế bang, với các địa điểm như Valle de Bravo, Teotihuacan, Ixtapan de la Sal.
Hầu hết diện tích của bang dành cho nông nghiệp (38,1%) và rừng (34,9%), nhiều khu rừng trong đó là đất công. Ngũ cốc chính là ngô, với đậu Hà Lan, lúa mạch, các loại đỗ, khoai tây, cỏ linh lăng, lúa mì, lê tàu và ổi cũng được trồng. Chăn nuôi đã tăng lên và chiếm 17% đất trang trại của toàn bnag với gia súc là vật nuôi chính. Hầu hết đất rừng của bang dùng để phục vụ các ngành liên quan như lấy gỗ hay làm giấy. Tuy nhiên ngành này chỉ chiếm 1,3% lực lượng lao động.
Các ngành dịch vụ khác bao gồm lĩnh vực tài chính, cung cấp việc làm cho 21,4% dân cư và ngành vận chuyển với 14,4%. Trong khi đó, ngành khai mỏ vốn là ngành quan trọng trong lịch sử thì nay chỉ là một hoạt động thứ yếu mặc dù vẫn còn có nhiều quặng vàng, bạc, chì và các kim loại khác.

## Liên kết
- (tiếng Tây Ban Nha) State of Mexico Government Lưu trữ ngày 4 tháng 9 năm 2017 tại Wayback Machine
- Bizarro Radio, Radio Station form the zone.